# Praška astronomska ura
Praška astronomska ura ali Praški orloj (češko Pražský orloj) je srednjeveška astronomska ura v Pragi, glavnem mestu Češke republike. Ura je bila prvič nameščena leta 1410. Je tretja med najstarejšimi astronomskimi urami na svetu in najstarejša, ki še vedno deluje.

## Opis
Ura je na južni steni Staromestne dvorane na Staromestnem trgu. Mehanizem sestavljajo trije glavni deli: astronomska številčnica, ki kaže položaj Sonca in Lune na nebu ter različne astronomske podatke; "sprehod apostolov", vsako uro pokaže apostole in druge premikajoče se like; koledarske skale z medaljoni, ki zastopajo mesece. Po lokalni legendi bo češki narod trpel, če bo ura zanemarjena in bo nehala delovati, lik okostnjaka, ki predstavlja Smrt, pa naj bi pokimal z glavo v potrditev tega. Edino upanje naj bi bil deček, rojen v novoletni noči, ki bi prekinil zlobni urok.

## Zgodovina
Najstarejša dela, mehanska ura in astronomska številčnica, sta iz leta 1410, ko sta jo izdelala urar Mikuláš iz Kadana in Jan Šindel, profesor matematike in astronomije na Karlovi univerzi. Prvič je bila omenjena 9. oktobra 1410. Pozneje, verjetno okoli leta 1490, je bil dodan koledar, fasada pa je bila okrašena z gotskimi liki.
V preteklosti je veljalo prepričanje, da je bila ura delo urarja Jana Růžeja (imenovan tudi Hanuš). Zdaj je znano, da je bila to napaka v zgodovinskih zapisih. Po legendi, ki jo je povedal Alois Jirásek, so urarja Hanuša oslepili po ukazu praških svetnikov, tako da ni mogel ponoviti svojega dela; Hanuš se je maščeval tako, da je pokvaril uro in je nihče ni bil sposoben popraviti naslednjih sto let.
Leta 1552 jo je popravil Jan Táborský (1500–1572), mojster urar iz Klokotske Hore, ki je napisal tudi poročilo o uri. V njem je omenjen Hanuš kot ustvarjalec te ure. Ta napaka, ki jo je popravil šele Zdeněk Horský, je verjetno posledica napačne razlage zapisov iz tistega obdobja. Zmotno Hanuševo avtorstvo je verjetno povezano z njegovo prenovo Staromestne dvorane v letih 1470–1473. Ura se je velikokrat ustavila v stoletjih po 1552 in je bila večkrat popravljena.
Leta 1629 ali 1659 so bili dodani leseni kipi in po večjem popravilu v 1787–1791 še apostoli. Ob naslednjem večjem popravilu v letih 1865–1866 je bil dodan zlat pojoči petelin.
7. maja in še posebej 8. maja 1945 je bila ura poškodovana. Med praško vstajo so Nemci streljali iz več oklepnih vozil in protiletalskega orožja na jugozahodno stran Staromestnega trga, da bi utišali provokativno oddajanje Nacionalnega odbora, ki se je začelo 5. maja. Dvorana in bližnje stavbe so zgorele skupaj z lesenimi kipi na uri in koledarsko številčnico, delo Josefa Manesa. Po izrednem trudu so mehanizem popravili, lesene apostole je obnovil Vojtěch Sucharda in ura je začela spet delovati leta 1948.
Nazadnje so jo obnovili jeseni leta 2005, ko so bili obnovljeni kipi in spodnji koledarski obroč. Leseni kipi so bili pokriti z mrežo za zaščito pred golobi.

### 600. obletnica
9. oktobra 2010 so praznovali 600. obletnico ure s svetlobno predstavo na sprednji strani stolpa. Dva projektorja sta bila uporabljena za uprizoritev več animiranih posnetkov. Videoposnetki so prikazovali gradnjo, podiranje, obnovo in urne notranje mehanizme, znane animirane like ter različne dogodke v njeni zgodovini.

### 605. obletnica
Ob 605. obletnici, 9. oktobra 2015, se je ura pojavila na domači strani Google kot Google Doodle.

## Astronomska številčnica
Astronomska številčnica je oblika mehanskega astrolaba, naprave, ki se je uporabljala v srednjeveški astronomiji. Lahko pa je tudi primitivni planetarij, ki prikazuje trenutno stanje v vesolju.
Astronomska številčnica ima ozadje, ki predstavlja mirujočo Zemljo in nebo, v okolici pa delujejo štirje glavni gibljivi deli: zodiakalni obroč, zunanji vrtljivi obroč, ikona, ki predstavlja Sonce, in ikona, ki predstavlja Luno.

### Statično ozadje
Ozadje predstavlja Zemljo in lokalni pogled v nebo. Modri krog neposredno v središču predstavlja Zemljo, zgornji modri del pa del neba nad obzorjem. Rdeči in črni predel kažeta dele neba pod obzorjem. Podnevi je Sonce na modrem delu ozadja, ponoči na črnem. Zjutraj ali v mraku je mehansko Sonce na rdečem delu ozadja.
Na vzhodnem (levem) delu obzorja je napis v latinščini aurora (zora) in ortus (narašča, tj. dviganje Sonca). Na zahodnem (desnem) delu je zapisano occasus (sončni zahod) in crepusculum (somrak).
Zlate rimske številke na zunanjem robu modrega kroga so časovni okvir običajnega 24-urnega dneva in kažejo lokalni čas v Pragi ali srednjeevropski čas. Krive zlate črte delijo modri del na 12 delov in so oznake za neenake ure. Te ure so namreč opredeljene kot 1/12 časa med sončnim vzhodom in sončnim zahodom in se razlikujejo med letom, ko postajajo dnevi daljši ali krajši.

### Zodiakalni krog
V velikem črnem zunanjem krogu je drug premičen krog, označen z znaki zodiaka, ki kaže lego Sonca na ekliptiki. Znaki se prikažejo v nasprotni smeri urnega kazalca. Na fotografiji, ki spremlja ta del, se Sonce trenutno giblje v nasprotni smeri od Raka k Levu.
Premik zodiakalnega kroga je posledica uporabe stereografske projekcije ekliptične ravnine, ki za osnovo projekcije uporablja severni tečaj. To je pogosto pri astronomskih urah iz tistega časa.
Majhna zlata zvezda prikazuje položaj pomladnega enakonočja, siderski čas pa se lahko prebere na lestvici z zlatimi rimskimi številkami. Zodiak je nameščen na 366 zobnikih orodja v notranjosti naprave. To orodje je povezano z zobnikom in luninim zobnikom s 24 zobmi.

### Staročeška časovna skala
Na zunanjem robu ure so zlate številke schwabacher na črnem ozadju (nemška beseda Schwabacher se nanaša na pisavo gotice, ki se je razvila iz gotske textualis pod vplivom humanistične oblike v Italiji v 15. stoletju). Te številke kažejo staročeški čas (ali italijanske ure) s 24 oznakami časa sončnega zahoda, ki se spreminja med letom od 16.00 v zimskem času do 20.16 v poletnih mesecih. Ta obroč se premika naprej in nazaj med letom, da sovpada s časom sončnega zahoda.

### Sonce
Zlato Sonce se premakne okoli zodiakovega kroga, kar kaže na njegov položaj na ekliptiki. Sonce je pritrjeno z zlato roko in skupaj prikazujejo čas na tri različne načine:
1. položaj zlate roke nad rimskimi številkami na ozadju označuje lokalni čas v Pragi;
2. položaj Sonca prek zaobljenih zlatih črt označuje čas v neenakih urah;
3. položaj zlate roke nad zunanjim kolobarjem kaže ure po sončnem zahodu v staročeškem času.

Poleg tega razdalja Sonca iz središča številčnice prikazuje čas vzhoda in zahoda. Sonce in roka sonca so na 365 zobnikih orodja v notranjosti naprave.

### Luna
Gibanje Lune na ekliptiki je podobna Sončnemu, čeprav je veliko hitrejše zaradi Lunine lastne orbite okoli Zemlje. Razpolovno posrebreno območje Lune kaže tudi lunine mene. Luna je pritrjena na 379 zobnikih orodja v notranjosti naprave.

## Animirane podobe
Štirje liki spremljevalne ure so usklajeni z delovanjem ure in predstavljajo štiri stvari, ki so jih zaničevali v tistem času nastanka ure. Od leve proti desni na fotografijah: prva je Vanitas, predstavlja figuro, ki se je občudovala v ogledalu; dalje je Skopuh, ki drži vrečo zlata in predstavlja pohlep ali oderuštvo; čez uro stoji Smrt, okostnjak, ki udari čas ob uri; zadnja pa je figura, ki predstavlja poželenje in zemeljske užitke. Ob polni uri okostnjak zazvoni na zvonec in vse druge figure stresejo svoje glave, kar simbolizira njihovo nepripravljenost na odhod.
Nad uro so tudi liki dvanajstih apostolov, ki se v polnem število pokažejo ob polni uri.
|  |  |  |

## Koledar
|  |  |

Koledar je plošča pod uro, ki je bila nadomeščena s kopijo leta 1880. Prvotna je shranjena v Mestnem muzeju v Pragi.

### Drugi viri
- Horský, Zdeněk. (1988). Pražský orloj. Praga: Panorama. (češko)
- Malina, Jakub. (2005). The Prague Horloge – A Guide to the History and Esoteric Concept of the Astronomical Clock in Prague, Series: Esoteric Prague. Prague: Eminent.